# Bridok, Teplîk
Bridok (în ucraineană Брідок) este o comună în raionul Teplîk, regiunea Vinnița, Ucraina, formată numai din satul de reședință.

## Demografie
Componența lingvistică a satului Bridok
     Ucraineană (98,58%)
     Rusă (1,42%)
Conform recensământului din 2001, majoritatea populației satului Bridok era vorbitoare de ucraineană (98,58%), existând în minoritate și vorbitori de rusă (1,42%).